# Henrietta Harrison

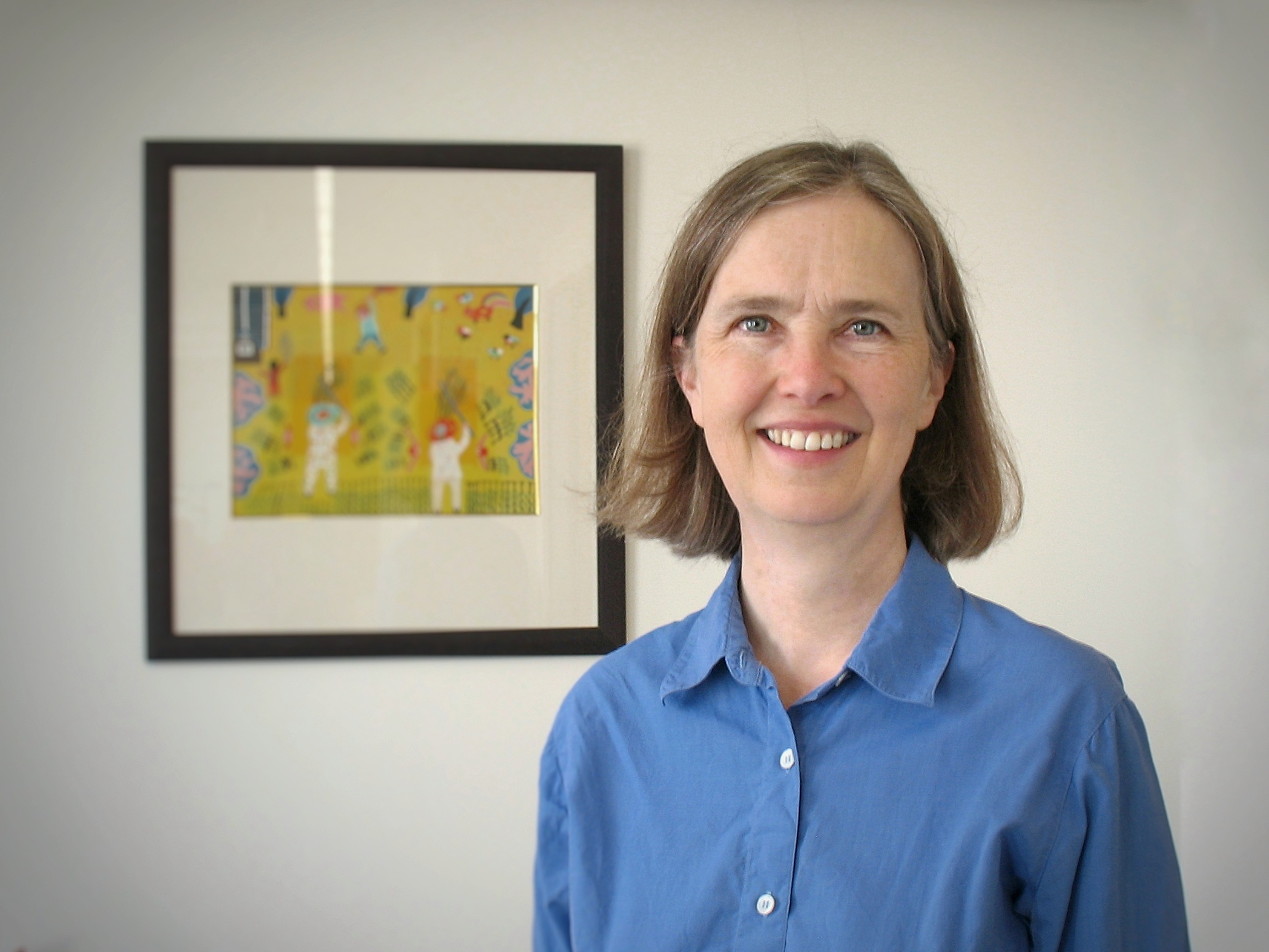
Henrietta Harrison

Henrietta Katherine Harrison, FBA (* 1967) ist eine britische Historikerin und Sinologin.

## Karriere
Henrietta Harrison erhielt ihre Ausbildung an der St Paul’s Girls’ School, Hammersmith, am Newnham College, Cambridge (BA 1989), an der Harvard University (MA) sowie an der University of Oxford. Dort erhielt sie ihren Doctor of Philosophy (Ph.D.). Zuvor war Harrison Junior Research Fellow am St. Anne’s College, Oxford (1996–1998), Dozentin für Chinesisch an der University of Leeds (1999–2006) und Professorin für Geschichte an der Harvard University (2006–2012). Seit 2012 ist sie Professorin für Sinologie an der University of Oxford. Im Jahr 2014 wurde Henrietta Harrison zum Fellow der British Academy (FBA), der nationalen Akademie für Geistes- und Sozialwissenschaften des Vereinigten Königreichs, gewählt. Außerdem ist sie seit 2015 Fellow des Pembroke College, Oxford.

## Werke
- Harrison, Henrietta (2000). The making of the Republican citizen: political ceremonies and symbols in China, 1911–1929. Oxford: Oxford University Press. ISBN 978-0198295198
- Harrison, Henrietta (2005). The man awakened from dreams: one man’s life in a north China village, 1857–1942. Palo Alto, CA: Stanford University Press. ISBN 978-0804750684
- Harrison, Henrietta (2013). The Missionary’s Curse and Other Tales from a Chinese Catholic Village. Berkeley, CA: University of California Press.  ISBN 978-0520273115
- Harrison, Henrietta (2021). The Perils of Interpreting: The Extraordinary Lives of Two Translators between Qing China and the British Empire. Princeton, NJ: Princeton University Press.  ISBN 978-0691225456